# 10 cm NbW 35
10 cm ネーベルヴェルファー 35 (Nebelwerfer 35) とは、第二次世界大戦でドイツ国防軍が使用した化学兵器戦用の迫撃砲である。
ネーベル(Nebel)とは霧を意味するドイツ語で、軍事用語に転じて煙幕のことである。つまり、ネーベルヴェルファーとは煙幕発射器という意味で、これは化学兵器を使用することを秘匿するための偽装名である。ネーベルヴェルファーと言った場合には多連装ロケットランチャーを指すことが多いが、元の意味は煙幕発射器で40型までは迫撃砲、41型からはロケットランチャーになっている。
通常の戦闘は8 cm sGrW 34で十分であり、アメリカ軍のM2 107mm迫撃砲のように重迫撃砲として運用するにも威力や射程で12 cm GrW 42に劣る中途半端な性能であったため、陸軍の化学兵器・迫撃砲運用部隊であるネーベルトルッペンでは1941年以降ロケット砲に置き換えられた。その後は空軍地上部隊に譲渡され、通常の迫撃砲として使用された。
もともと初めから陸軍の毒ガス投射機はロケット砲が本命視されており、本砲は再軍備に合わせた間に合わせの化学戦装備という側面が大きかった。そのためか後世でネーベルヴェルファーと言った場合は、後から実用化されたロケットランチャー式のみが知られるようになってしまっている。